# Dia Mundial d'Acció contra la Despesa Militar
El 12 abril és el Dia Mundial d'Acció contra la Despesa Militar. La data va ser inicialment proposada per la Oficina Internacional per la Pau (IPB, pel seu nom en anglès) amb la finalitat de promoure una consciència comuna als problemes ocasionats per la despesa militar, suggerint que en el seu lloc aquests diners s'haurien d'usar per promoure el desenvolupament humà.
Segons l'IPB, s'ha escrit molt sobre els efectes de l'ús d'armament en guerres, però poc sobre les conseqüències en el desenvolupament sostenible, el qual és crucial, des del punt de vista de les poblacions, per a la seguretat a llarg termini.
L'IPB contrasta l'alt nivell dels pressupostos militars -estimats per l'Institut Internacional d'Estudis per a la Pau d'Estocolm en 1.339.000.000.000 de dòlars a nivell mundial el 2007- amb, per exemple, la falla de complir els Objectius de Desenvolupament del Mil·lenni, suggerint que, en general, «estudis en els orígens de conflictes violents troben una miríada de factors, però en cap cas indiquen que construir un exèrcit més gran és la clau per mantenir un país lliure de la guerra. De fet, els fons gastats en armes desvien recursos per al desenvolupament social, polític i econòmic que podrien solucionar les arrels dels conflictes».
Aquests efectes negatius directes inclouen els diners que són emprats en els sistemes armats en lloc de destinar-se al desenvolupament humà, aix com també els indirectes, associats amb els efectes negatius en la salut dels individus resultants de la investigació, desenvolupament, creació i posterior desmantellament de les armes biològiques, químiques i nuclears.
No cal dir, que un increment en la despesa militar resultarà en un descens de la inversió en altres aspectes com infraestructures, educació i salut. En paraules de Dwight David Eisenhower: «cada arma que es fabrica, cada vaixell de guerra que és comissionat, cada coet que es dispara significa, al cap i a la fi, un robatori a aquells que tenen fam».